# Lee Han-do
Đây là một tên người Triều Tiên, họ là Lee.
Lee Han-do (sinh ngày 16 tháng 3 năm 1994) là một cầu thủ bóng đá Hàn Quốc thi đấu cho Gwangju FC.